# Pulitzer-Preis 1964
Der Pulitzer-Preis 1964 war die 48. Verleihung des renommierten US-amerikanischen Literaturpreises. Es wurden Preise in 12 der 15 Kategorien im Bereich Journalismus und dem Bereich Literatur, Theater und Musik vergeben.
Erstmals wurden Preis in den beiden Kategorien Allgemeine Lokalnachrichten oder Berichte von aktuellen Schauplätzen (Local General or Spot News Reporting) und Lokaler investigativer Spezialjournalismus (Local Investigative Specialized Reporting) verleihen, wobei die Kategorie Allgemeine Lokalnachrichten oder Berichte von aktuellen Schauplätzen aus der 1963 letztmals verliehen Kategorie Lokale Berichterstattung, zeitnahe Ausgabe (Local Reporting, Edition Time) und die Kategorie Lokaler investigativer Spezialjournalismus aus der Kategorie Lokale Berichterstattung, ohne Ausgabezeit (Local Reporting, No Edition Time) entstand.
Die Jury des Pulitzer-Preises bestand aus 14 Personen, unter anderem Joseph Pulitzer, Enkel des Pulitzer-Preis-Stifters und Herausgeber des St. Louis Post-Dispatch und Grayson Kirk, Präsident der Columbia-Universität.

## Preisträger
| Kategorie                                                                                                   | Preisträger                                                                       | Begründung |
| --- | --------------------------------------------------------------------------------- | --- |
| Dienst an der Öffentlichkeit (Public Service)                                                               | St. Petersburg Times                                                              | Preis verliehen für die Untersuchungen im Umfeld der Florida Turnpike Authority, die illegale Handlungen aufdeckten und zu Umstrukturierungen führte.                       |
| Allgemeine Lokalnachrichten oder Berichte von aktuellen Schauplätzen (Local General or Spot News Reporting) | Norman C. Miller, The Wall Street Journal                                         | Preis verliehen für die Berichterstattung über den Pflanzenölschwindel in New Jersey.                                                                                       |
| Lokaler investigativer Spezialjournalismus (Local Investigative Specialized Reporting)                      | James V. Magee, Albert V. Gaudiosi und Frederick Meyer, The Philadelphia Bulletin | Preis verliehen für die Aufdeckung von Absprachen zwischen der Polizei und örtlichen Schlägertruppen in Süd-Philadelphia, die zu Verhaftungen innerhalb der Polizei führte. |
| Berichterstattung im Inland (National Reporting)                                                            | Merriman Smith, United Press International                                        | Preis verliehen für die Berichterstattung über die Ermordung von John F. Kennedy.                                                                                           |
| Auslandsberichterstattung (International Reporting)                                                         | Malcolm W. Browne, The New York Times und David Halberstam, Associated Press      | Für ihre individuelle Berichterstattung über den Vietnamkrieg und den Sturz des Diktators Diệm.                                                                             |
| Leitartikel (Editorial Writing)                                                                             | Hazel Brannon Smith, Lexington Advertiser                                         | Preis verliehen für die Einhaltung der redaktionellen Pflicht angesichts der großen Opposition.                                                                             |
| Karikatur (Editorial Cartooning)                                                                            | Paul Conrad, The Denver Post                                                      | Preis verliehen für die Karikaturen im Laufe des Jahres. |
| Fotografie (Photography)                                                                                    | Robert H. Jackson, Dallas Times-Herald                                            | Preis verliehen für die Fotografie von Jack Ruby. |

| Kategorie                                                   | Preisträger                                                                    |
| ----------------------------------------------------------- | ------------------------------------------------------------------------------ |
| Belletristik (Fiction)                                      | nicht vergeben                                                                 |
| Theater (Drama)                                             | Puritan Village: The Formation of a New England Town von Sumner Chilton Powell |
| Geschichte (History)                                        | nicht vergeben                                                                 |
| Biographie oder Autobiographie (Biography or Autobiography) | John Keats von Walter Jackson Bate                                             |
| Dichtung (Poetry)                                           | At The End Of The Open Road von Louis Simpson                                  |
| Sachbuch (General Nonfiction)                               | Anti-Intellectualism in American Life von Richard Hofstadter                   |
| Musik (Music)                                               | nicht vergeben                                                                 |

Sonderpreis (Special Awards and Citations)
- Eine besondere Erwähnung erfuhr die Zeitungsgruppe Gannett Newspapers für das Programm The Road To Integration, als herausragendes Beispiel wie die Ressourcen von Zeitungsgruppen die Arbeit der einzelnen Zeitungen unterstützen können.